# Parafia św. Wojciecha w Janinie
Parafia św. Wojciecha w Janinie – parafia rzymskokatolicka, znajdująca się w diecezji kieleckiej, w dekanacie buskim.